# Тегульдетское сельское поселение
Тегульдетское се́льское поселе́ние — муниципальное образование в Тегульдетском районе Томской области Российской Федерации.
Административный центр — село Тегульдет.

## География
Расстояние от населённых пунктов, входящих в состав поселения, до села Тегульдет составляет от 12 км (д. Куяновская Гарь) до 39 км (пос. Четь-Конторка).

## История
Статус и границы сельского поселения установлены Законом Томской области от 9 сентября 2004 года № 197-ОЗ «О наделении статусом муниципального района, сельского поселения и установлении границ муниципальных образований на территории Тегульдетского района».

## Население
| 2002  | 2010  | 2012  | 2013  | 2014  | 2015  | 2016  |
| ----- | ----- | ----- | ----- | ----- | ----- | ----- |
| 4958  | ↘4821 | ↘4673 | ↘4618 | ↘4558 | ↘4446 | ↘4392 |
| 2017  | 2018  | 2019  | 2020  | 2021  |       |       |
| ↘4324 | ↘4246 | ↗4259 | ↘4222 | ↗4408 |       |       |

## Состав сельского поселения
| № | Населённый пункт | Тип населённого пункта       | Население |
| - | ---------------- | ---------------------------- | --------- |
| 1 | Байгалы          | деревня                      | ↘26       |
| 2 | Куяновская Гарь  | деревня                      | ↘32       |
| 3 | Покровский Яр    | посёлок                      | ↘38       |
| 4 | Тегульдет        | село, административный центр | ↗4154     |
| 5 | Центрополигон    | посёлок                      | ↘28       |
| 6 | Четь-Конторка    | посёлок                      | ↘130      |

## Местное самоуправление
Глава сельского поселения — Владимир Семёнович Житник. Председатель Совета — Игорь Александрович Клишин.